# Vianen
Vianen este o comună și o localitate în provincia Utrecht, Țările de Jos.

## Localități componente
Everdingen (1.287 loc.), Hagestein (1.477 loc.), Vianen (19.697 loc.), Zijderveld (788 loc.).

## Locația și economia
Vianen se află în sudul provinciei lângă Merwede-Kanal unde se întâlnește cu râul Lek. Chiar lânga Vianen se află podul Lek lângă autostrada Utrecht-Breda; 2 km. la est la Hagestein se află un alt pod Lek în autostrada Utrecht-’s-Hertogenbosch. La Everdingen, care se află la 2 km. de orașul Vianen aceste două străzi se întâlnesc. În Hagestein se află un baraj în râul Lek.
Deoarece Vianen are multe străzi si râuri, se considera acest oraș a fi o rută de transport. Importante sunt și agricultura și turismul.

## Istorie
Cea mai veche clădire datează aprox. din anul 1000 d.Hr..Teritoriile Herren van Arkel,Everdingen,Hagestein,Haaften,Herwijnen,Leerdam și Vianen se numeau "Vijfheerenlanden". În antichitate aceste teritorii aparțineau lui Bistum Utrecht, iar după aceea Olandei.Domnul Wilhelm van Duivenvoorde a atribuit orașului dreptul de cetate în anul 1335.Domnii din Brederode au venit aici să conducă orașul,dar în anul 1680 au rămas fără urmași.În anul 1696 castelul Batenstein a ars,până atunci acest castel a fost cea mai frumoasă clădire a orașului.
Vianen a aparținut Olandei în anul 1725; după timpul francezilor (1789-1815) aparținea provinciei Olandei de sud. La 1. ianuarie 2002 în urma unei decizi a Parlamentului Olandei, Vianen aparține provinciei Utrecht (provincie)

## Obiective turistice
- Lektor, o poartă veche a intrării în oraș

- Primăria orașului, construită în secolul al XV-lea, cu un muzeu

- Biserica din secolul al XV-lea

- Câteva case vechi

Satul Hagestein are un loc mare pentru camping, un lac mic pentru înot și surf, chiar și o marină.

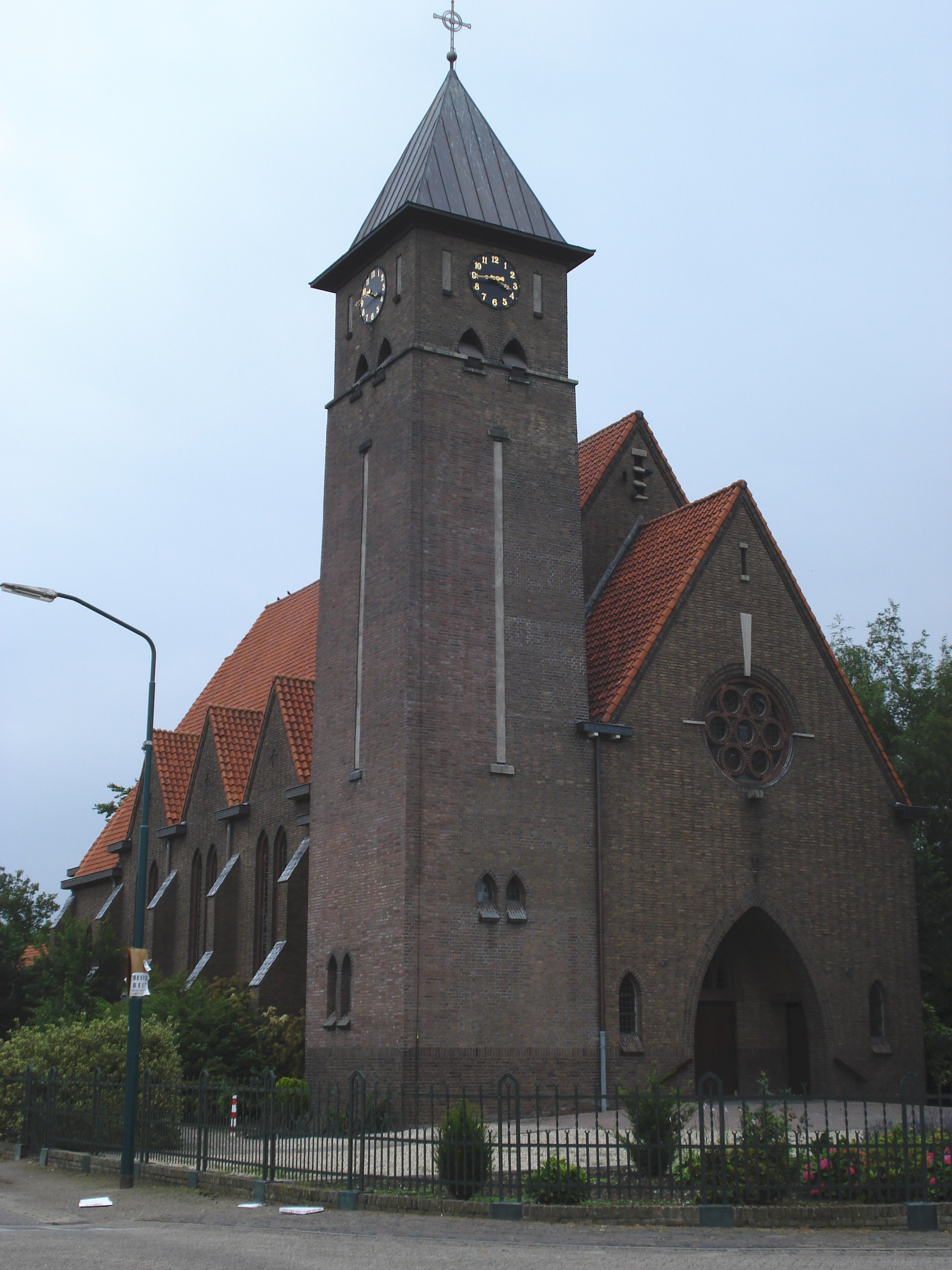
Biserica din secolul al XV-lea

## Orașe înfrățite
- Reghin , România